# Шипович Євген Йосипович
Шипович Євген Йосипович (*23 грудня 1922 року, Київ — †10 жовтня 2003 року) — кандидат географічних наук, доцент, економіко-географ.
Народився 23 грудня 1922 року у Києві. Закінчив у 1949 році Київський педагогічний інститут імені М. О. Горького, у 1962 році вступив до аспірантури на кафедрі економічної географії Київського університету. Кандидатську дисертацію «Экономико-географическая характеристика города Запорожья» захистив у 1965 році. У 1962–1988 роках працював асистентом, старшим викладачем, з 1972 року доцентом кафедри економічної географії Київського університету.

## Наукові праці
Фахівець у галузі територіальної організації продуктивних сил, методики викладання географії. Учасник Великої вітчизняної війни. Автор 100 наукових праць. Основні праці:
1. Географія продуктивних сил УРСР. — К., 1980.
2. Методика викладання географії. — К., 1981.
3. Методичні вказівки до виконання практичних робіт з курсу Економічної географії СРСР. — К., 1986.